# Hypocacculus caeruleoniger
Hypocacculus caeruleoniger är en skalbaggsart som först beskrevs av Desbordes 1917.  Hypocacculus caeruleoniger ingår i släktet Hypocacculus och familjen stumpbaggar. Inga underarter finns listade i Catalogue of Life.